# Leopoldia comosa
Leopoldia comosa là một loài thực vật có hoa trong họ Măng tây. Loài này được (L.) Parl. mô tả khoa học đầu tiên năm 1847.

## Hình ảnh

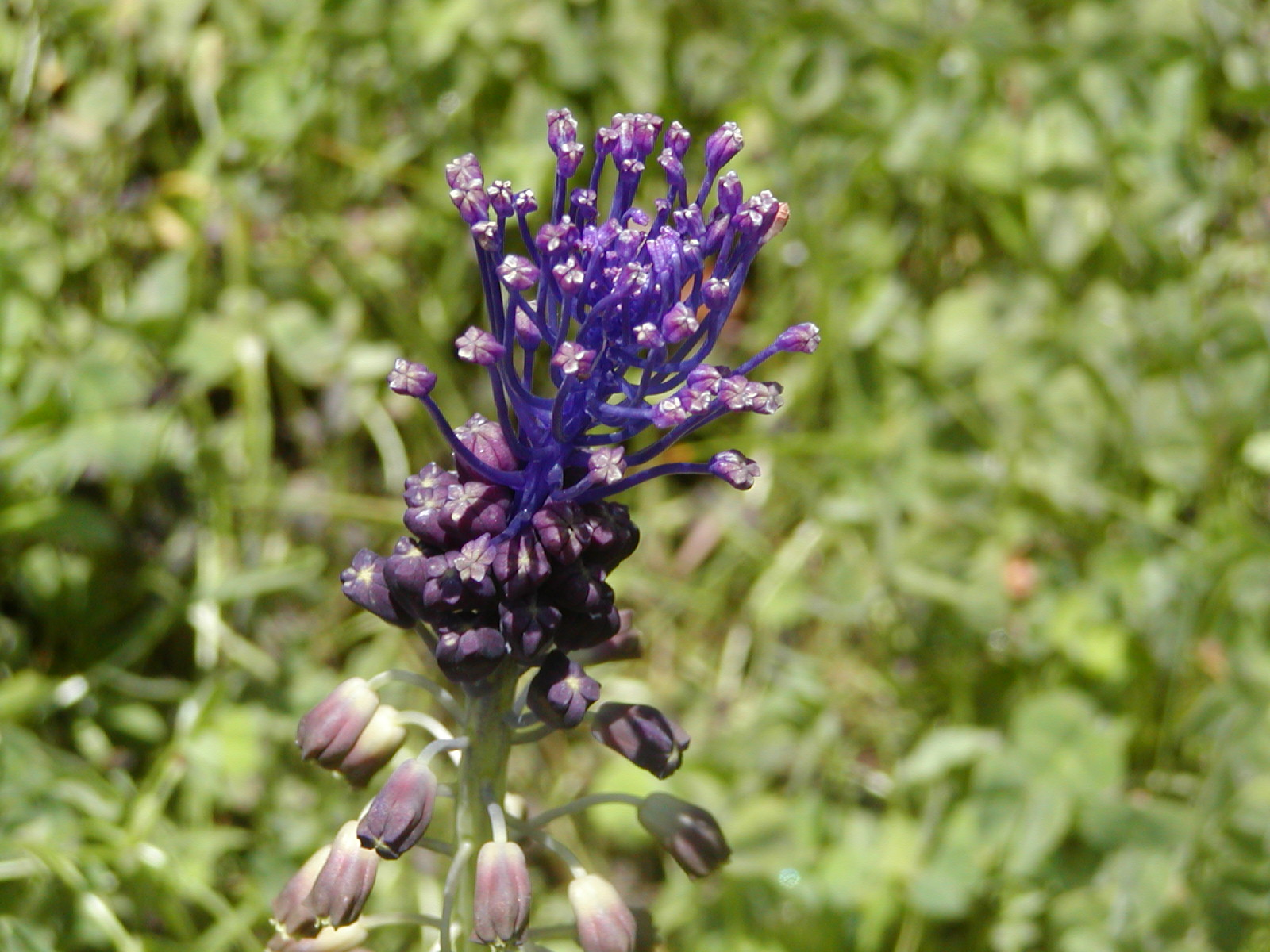
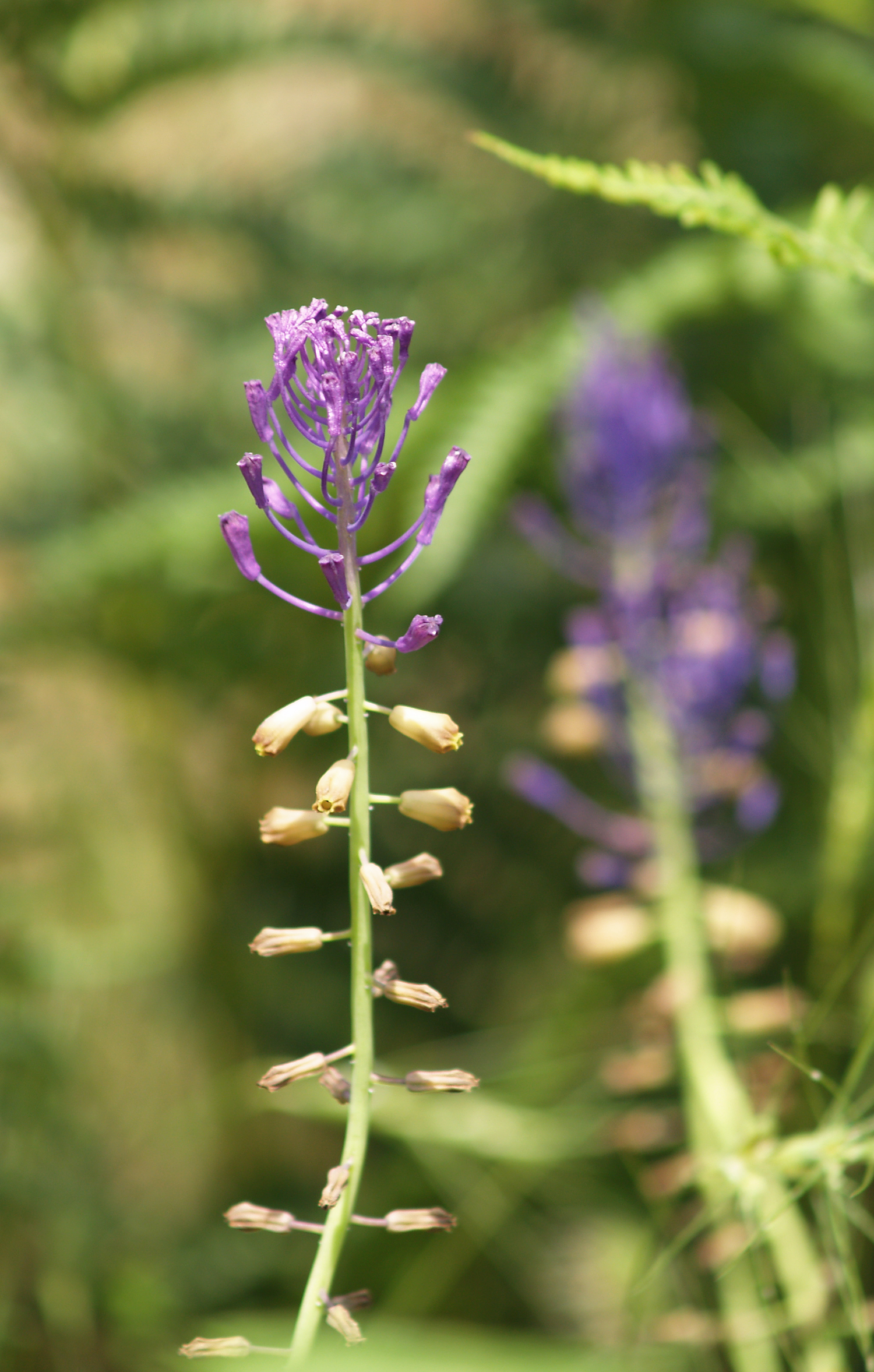
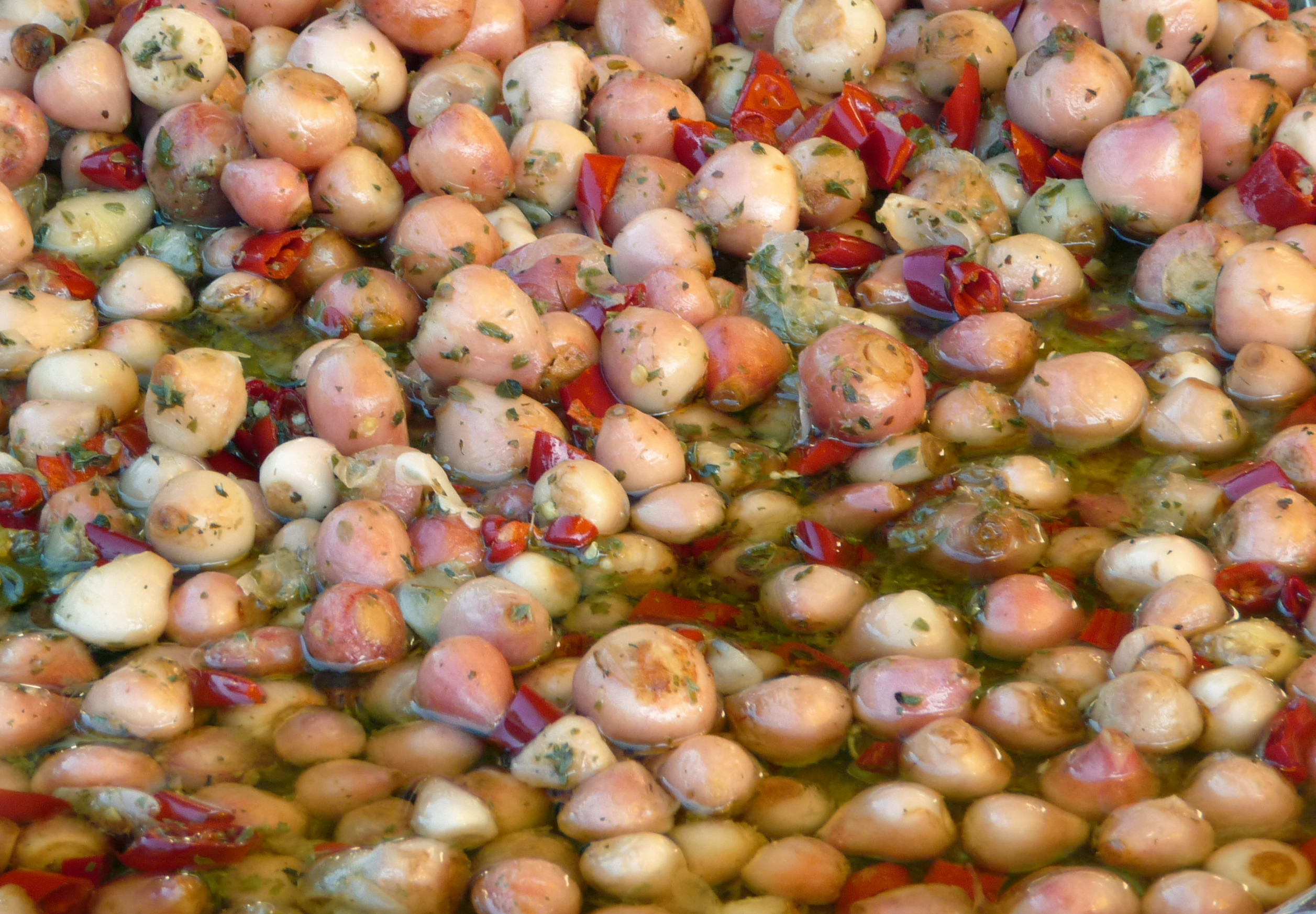
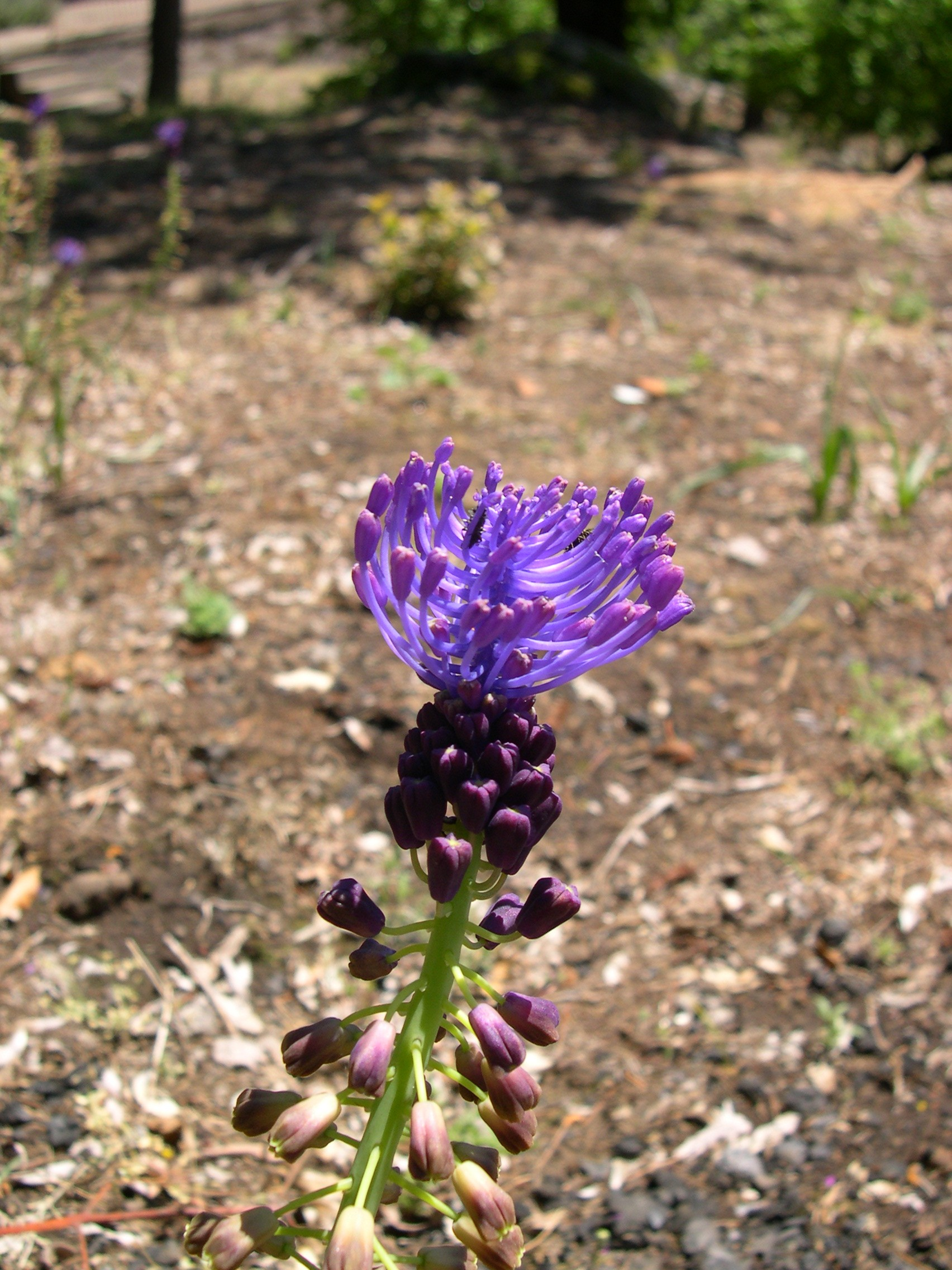